# Dicranota plana
Dicranota plana är en tvåvingeart som beskrevs av Alexander 1934. Dicranota plana ingår i släktet Dicranota och familjen hårögonharkrankar.
Artens utbredningsområde är Taiwan. Inga underarter finns listade i Catalogue of Life.